# Hotel Kasachstan
Das Hotel Kasachstan (russisch Гостиница «Казахстан», kasachisch «Қазақстан» қонақ үйі) ist ein Wolkenkratzer in der kasachischen Großstadt Almaty.
In dem 129,8 Meter hohen Gebäude ist ein Vier-Sterne-Hotel untergebracht. Das Bauwerk wurde 1978 eröffnet und verfügt über 26 Etagen.
Am 17. Februar 2006 wurde das Hotel Kasachstan nach einer Auktion von Regierungsbesitz in privaten Besitz übergeben.
Das Hotel Kasachstan ist auf dem 5.000-Tenge-Geldschein der neuen Banknotenserie Kasachstans abgebildet.